# إباراكي (أوساكا)
مدينة إباراكي (بالإنجليزية: Ibaraki)‏ هي أحد المدن التابعة لمحافظة أوساكا. تأسست رسميًا في 01/01/1948. ويقدر عدد سكانها بـ 272240 نسمة حسب تقدير مكتب الإحصاء الياباني لعام 2012. تبلغ مساحة إباراكي 76.52 كم2. بكثافة سكانية تبلغ 3558 نسمة/كم2.

## توأمة
لإباراكي (أوساكا) اتفاقيات توأمة مع كل من:
- منيابولس
- أنكينغ

## أعلام
- شينيتشي تيرادا
- تاكوتو هاياشي
- مانابو إكيدا
- ميزوكي إتشيمارو
- أتسوشي كيمورا